# Todd Howard
Todd Howard é um designer, diretor e produtor estadunidense de videogames. Ele atualmente atua como diretor e produtor executivo na Bethesda Game Studios, onde liderou o desenvolvimento da série Fallout e The Elder Scrolls. É mais conhecido por transformar a série The Elder Scrolls em um aclamado RPG de sucesso.
Em 2009, a revista GamePro nomeou Howard como uma das "20 pessoas mais influentes nos jogos" nos últimos 20 anos. Ele foi nomeado um dos "100 melhores criadores de jogos de todos os tempos" da IGN.

## Início da vida
Todd Howard desenvolveu um interesse em computadores, particularmente videogames, em uma idade muito jovem. Ele considera Wizardry e Ultima III: Exodus a ser inspirações para seus futuros jogos. Ele se formou em 1989 pela Emmaus High School em Emmaus, Pensilvânia. Em 1993, ele se formou no College of William & Mary em Williamsburg, Virginia, onde se formou em engenharia e finanças apesar de seu desejo de criar videogames, dizendo mais tarde que "parecia o caminho mais fácil para passar pela faculdade".
Depois de jogar o Wayne Gretzky Hockey, Howard solicitou um emprego em um escritório da Bethesda Softworks que ele encontrava todos os dias em seu trajeto para a escola. Ele foi rejeitado e dito que precisava terminar a escola como um pré-requisito. Depois de completar a escola, ele voltou para Bethesda para um emprego, mas foi rejeitado novamente.

## Carreira

### Bethesda Softworks
Howard ingressou na Bethesda Softworks em 1994. Seu primeiro crédito em desenvolvimento de jogos para a Bethesda Softworks foi como produtor e designer de The Terminator: Future Shock e Skynet, seguido de design em The Elder Scrolls II: Daggerfall, lançado em 1996. Ele era líder e designer do projeto de The Elder Scrolls Adventures: Redguard lançado em 1998. Howard foi o líder do projeto e designer de The Elder Scrolls III: Morrowind e pelas expansões que se seguiram. Ele liderou a criação de The Elder Scrolls IV: Oblivion e todo o seu conteúdo para download. Depois disso, ele foi o diretor do jogo e produtor executivo de Fallout 3. Ele disse que a filosofia da Bethesda para os jogos The Elder Scrolls é permitir que as pessoas "vivam outra vida, em outro mundo".
Ele retornou à série The Elder Scrolls para liderar o desenvolvimento de sua quinta edição, The Elder Scrolls V: Skyrim, que foi lançado em novembro de 2011. Howard dirigiu Fallout 4, que foi anunciado com o lançamento de seu primeiro trailer oficial em 3 de junho 2015. Ele atuou como produtor executivo em Fallout Shelter, o primeiro jogo para celular da Bethesda Game Studios, que foi anunciado e lançado no E3 Showcase.

### Orador
Howard é orador frequente em eventos do setor e em entrevistas em revistas. Seus jogos foram apresentados na Newsweek, CNN, USA Today e The Today Show.
Ele falou com os desenvolvedores no 2009 D.I.C.E. Summit, compartilhando suas três regras de desenvolvimento de jogos:
- Grandes jogos são jogados, não feitos. "Você pode ter o maior documento de design já feito, e você vai mudar 90% dele assim que você jogar o jogo."
- Mantenha simples. "Fazer algo realmente bem leva tempo, mais tempo do que você pensa. Sistemas simples atuando juntos criam complexidade que os jogadores podem apreciar."
- Defina a experiência. "Não defina o seu jogo por uma lista de marcadores... defina-o pela experiência que você quer que as pessoas tenham."

Howard retornou como orador principal na edição de 2012 do DCI. Summit. Ele disse que os desenvolvedores devem ignorar a demografia e a base instalada, e seguir suas paixões, dizendo que "se a base de instalação realmente importasse, todos nós faríamos jogos de tabuleiro, porque há muitas mesas".

## Trabalho
| Ano  | Título                                 | Papel                               |
| ---- | -------------------------------------- | ----------------------------------- |
| 1995 | The Terminator: Future Shock           | Produção, design adicional          |
| 1996 | Skynet                                 | Produção, design                    |
| 1996 | The Elder Scrolls II: Daggerfall       | Design adicional                    |
| 1998 | The Elder Scrolls Adventures: Redguard | Líder de projeto, design, redação   |
| 2002 | The Elder Scrolls III: Morrowind       | Líder de projeto, conceito original |
| 2003 | The Elder Scrolls III: Bloodmoon       | Produtor executivo                  |
| 2004 | The Elder Scrolls Travels: Shadowkey   | Produtor executivo                  |
| 2006 | The Elder Scrolls IV: Oblivion         | Produtor executivo                  |
| 2007 | The Elder Scrolls IV: Shivering Isles  | Produtor executivo                  |
| 2008 | Fallout 3                              | Diretor                             |
| 2011 | The Elder Scrolls V: Skyrim            | Diretor                             |
| 2015 | Fallout Shelter                        | Produtor executivo                  |
| 2015 | Fallout 4                              | Diretor                             |
| 2018 | Fallout 76                             | Produtor executivo                  |
| 2023 | Starfield                              | Diretor                             |
| 2024 | Indiana Jones e o Grande Círculo       | Produtor executivo                  |

## Prêmios e reconhecimento
Howard foi nomeado "Melhor Diretor de Jogos" pela Academia de Artes e Ciências Interativas em 2012. Em 2014, ele recebeu a Lara of Honor, prêmio de conquista vitalício da Alemanha por jogos. Howard é um dos poucos desenvolvedores que criaram cinco vencedores consecutivos de Jogo do Ano, com The Elder Scrolls III: Morrowind, The Elder Scrolls IV: Oblivion, Fallout 3, The Elder Scrolls V: Skyrim e Fallout 4.